# Rodrigo Salinas Muñoz
Rodrigo Salinas Muñoz (Viña del Mar, 1989. február 25. –) chilei válogatott kézilabdázó, jobbátlövő.

## Pályafutása

### Klubcsapatokban
Salinas hazájában, a Club Winterhill Viña del Marban kezdte pályafutását. 2010-ben szerződött Európába, ezt követően pedig több spanyol élvonalbeli csapatnál is megfordult, játszott a  Huesca, a Torrevieja és a Granollers csapatában is.
A 2014-2015-ös szezonban a román első osztályú Steaua București játékosa volt.
Az ezt követő szezonban a francia élvonalbeli HBC Nantes igazolta le, így Salinas lett az első chilei játékos a francia első osztályban. A szezon kezdetén sérülést szenvedett, több hetes kihagyásra kényszerült és felépülése után sem nyerte vissza korábbi formáját. A Nantes-tal harmadik lett a bajnokságban és döntőt játszott az EHF-kupában.
2016 nyarán két évre elkötelezte magát a Chartres csapatához. A szezon első 11 bajnokiján mindössze 22 gólt szerzett és itt sem tudott meghatározó játékossá válni. A szezon végén újra Spanyolországba igazolt, a Bidasoa Irún csapatához.

## Sikerei, díjai
- Spanyol bajnokság:
  - Bronzérmes: 2013–14
- Spanyol másodosztály:
  - Ezüstérmes:  2010–11
- Spanyol Király-kupa:
  - Döntős:  2013–14
- Pánamerikai kézilabda-játékok:
  - Bronzérmes: 2010, 2012, 2014
- Pánamerikai kézilabda-játékok, All-Star-válogatott:
  - 2014, 2016
- A 2016-os dél-amerikai olimpiai selejtezőtorna gólkirálya (20 gól).[7]